# جو کیری
جوزف دیوید کیری (انگلیسی: Joseph David Keery؛ زادهٔ ۲۴ آوریل ۱۹۹۲) بازیگر و موزیسین آمریکایی است. او بیشتر به خاطر بازی در نقش استیو هارینگتون در سریال تحسین‌شدهٔ چیزهای عجیب  از شبکه نت‌فلیکس شناخته شده‌است.

## زندگی شخصی
جو کیری در نیوبوریپورت، ماساچوست متولد شده‌است. او دوران ابتدایی و دبیرستان خود را در همین شهر گذارند. او فرزند دوم خانواده است و چهار خواهر دارد. علاقه جو به سینما از دوران کودکی شکل گرفت. او در نمایش‌ها و تئاترهای مدرسه به روی صحنه رفت و فعالیت جدی خود را از دبیرستان آغاز کرد. به گفته کیری، یکی از مهم‌ترین دلایلی که پای او را به دنیای سینما باز کرد اصرار خواهر بزرگترش بوده زیرا او عقیده داشته که جو استعداد لازم برای ورود به این کار را دارد. جو تحصیلات خود را در رشته بازیگری در دانشگاه دوپال ادامه داد و در سال ۲۰۱۴ فارغ‌التحصیل شد.

## زندگی هنری

### بازیگری
جو بعد از فارغ‌التحصیلی در بیش از صد آزمون بازیگری شرکت کرد و از همین موفق شد چندین نقش دریافت کند.او در سریال‌هایی همچون امپراطوری و آتش شیکاگو ظاهر شد.اما نقشی که زندگی هنری او را به کل متحول کرد و باعث شهرت بسیار زیادی شد بازی در نقش استیو هارینگتون در سریال چیزهای عجیب بود. جو در هردو فصل این سریال جزو بازیگران ثابت و اصلی می‌باشد. او در نقش پسری جوان ظاهر شده‌است که از محبوب‌ترین دانش آموزان و همچنین بازیکن بسکتبال دبیرستان است.

### موسیقی
جو در کنار بازیگری و سینما در حوزه موسیقی نیز فعال است. او گیتاریست یک گروه موسیقی است و در سبک سایکدلیک راک کار می‌کند.جو چندین بار در شیکاگو به همراه گروه موسیقی خود به روی صحنه رفته‌است. اولین آلبوم موسیقی این گروه در اکتبر ۲۰۱۵ منتشر شد. جو پیش تر قطعه‌ای به نام «خوب خوب خوب» از خود منتشر کرده بود.

## آثار

### فیلم
| سال  | عنوان               | نقش           | یادداشت |
| ---- | ------------------- | ------------- | ------- |
| ۲۰۱۵ | جشن تولد هِنری گمبلز | گب            |         |
| ۲۰۱۶ | خانه قبرستان        | اسکات         |         |
| ۲۰۱۷ | بازی مالی           | سرمایه‌دار کول |         |
| ۲۰۱۸ | بعد از همه‌چیز       |               |         |
| ۲۰۱۸ | بریده شده           | جکسون         |         |
| ۲۰۱۸ | شاتگاه              | کریس          |         |
| ۲۰۲۱ | مرد آزاد            | کیز           |         |
| ۲۰۲۳ | بالاخره سحر شد      |               |         |

### سریال
| سال        | عنوان       | نقش             | یادداشت             |
| ---------- | ----------- | --------------- | ------------------- |
| ۲۰۱۵       | آژیر        | سینیستر         | اپیزود اول          |
| ۲۰۱۵       | آتش شیکاگو  | امت             | اپیزود دوم          |
| ۲۰۱۵       | امپراطوری   | تونی تریچر سوم  | اپیزود اول          |
| ۲۰۱۶–اکنون | چیزهای عجیب | استیو هارینگتون | نقش اصلی؛ ۲۵ اپیزود |

## جوایز
| سال  | جایزه                     | رشته                                             | اثر         | نتیجه    | منبع   |
| ---- | ------------------------- | ------------------------------------------------ | ----------- | -------- | ------ |
| ۲۰۱۷ | جایزه انجمن بازیگران فیلم | جایزه انجمن بازیگران فیلم برای بهترین سریال درام | چیزهای عجیب | برنده    | [ ۱۰ ] |
| ۲۰۱۸ | جایزه انجمن بازیگران فیلم | جایزه انجمن بازیگران فیلم برای بهترین سریال درام | چیزهای عجیب | نامزدشده | [ ۱۱ ] |